# Alì Terme

Localització d'Alì Terme

Alì Terme (sicilià Alì Marina) és un municipi italià, dins de la ciutat metropolitana de Messina. L'any 2007 tenia 2.576 habitants. Limita amb els municipis d'Alì, Fiumedinisi, Itala i Nizza di Sicilia.

## Administració
| Període | Identitat      | Partit        |
| ------- | -------------- | ------------- |
| 2008-   | Lorenzo Grasso | Llista cívica |